# Unknown Pleasures
Unknown Pleasures (En español: "Placeres Desconocidos") es el álbum debut de la banda británica de Post-Punk Joy Division, publicado en junio de 1979.

## Historia
La imagen de la portada muestra 80 pulsos sucesivos del primer púlsar descubierto. La cubierta trasera no contiene la lista de canciones, sino una tabla en blanco donde ésta debiera estar. El álbum fue grabado y mezclado durante tres fines de semana consecutivos en los Strawberry Studios de Stockport en abril de 1979, y fue producido por Martin Hannett, quien incorporó una serie de técnicas de producción poco convencionales en el sonido del grupo. Es el único álbum de Joy Division lanzado durante la vida del cantante Ian Curtis.
Factory Records no lanzó ningún sencillo de Unknown Pleasures, y el álbum no llegó a las listas a pesar del relativo éxito del sencillo debut del grupo «Transmission». Desde entonces ha recibido elogios sostenidos de la crítica como un influyente álbum post-punk, y ha sido nombrado como uno de los mejores álbumes de todos los tiempos por publicaciones como NME, AllMusic, Select, Rolling Stone y Spin.
Unknown Pleasures alcanzó el puesto número 71 de ventas de las listas inglesas en agosto de 1980 y la revista Rolling Stone lo catalogó como el vigésimo (20º) mejor álbum de su lista 100 Grandes Álbumes Debut de Todos los Tiempos

### Grabación
El disco fue grabado entre el 1 de abril y 17 de abril de 1979, en los Strawberry Studios, en Stockport, Gran Mánchester, Inglaterra, bajo la producción de Martin Hannett.
Hannett utilizó una serie de efectos de sonido y técnicas de producción poco habituales en el álbum, incluyendo el sonido de una rotura de botella, alguien comiendo patatas fritas, efectos de reversa de guitarra y el sonido del ascensor de Strawberry Studios con un altavoz Leslie. También se utiliza el sonido de un inodoro, efectos de Delay y rebote. Hannett grabó la voz de Curtis en "Insight" desde un teléfono, ya que de este modo que podría alcanzar la "distancia necesaria". En referencia a las sesiones de grabación, Hook declaró: «Sumner comenzó a usar comúnmente el sintetizador Powertran Trascendent 2000, sobre todo en «I Remember Nothing», donde compitió con el sonido de Rob Gretton rompiendo botellas».

### Portada
Peter Saville, responsable de algunas portadas ya hechas para grupos de Factory Records, fue el encargado de realizar la portada del álbum. Stephen Morris eligió la imagen que se utiliza en la portada, que se basa en una imagen de ondas de radio del pulsar PSR B1919+21 obtenidas por The Cambridge Encyclopedia of Astronomy, en imágenes generadas desde el  Radiotelescopio de Arecibo localizado en Arecibo, Puerto Rico. Saville invirtió la imagen de negro sobre blanco a blanco sobre negro e impreso en tarjeta de textura para la versión original del álbum.

## Lista de canciones
Todas las canciones escritas y compuestas por Joy Division. 
| Unknown Pleasures |                      |          |  |
| N.º               | Título               | Duración |  |
| 1.                | «Disorder»           | 03:36    |  |
| 2.                | «Day of the Lords»   | 04:48    |  |
| 3.                | «Candidate»          | 03:05    |  |
| 4.                | «Insight»            | 04:30    |  |
| 5.                | «New Dawn Fades»     | 04:48    |  |
| 6.                | «She's Lost Control» | 03:56    |  |
| 7.                | «Shadowplay»         | 03:54    |  |
| 8.                | «Wilderness»         | 02:38    |  |
| 9.                | «Interzone»          | 02:16    |  |
| 10.               | «I Remember Nothing» | 05:53    |  |
| 39:28             |                      |          |  |

En algunas remasterizaciones del álbum se incluyen los siguientes sencillos que al igual se cuenta un segundo disco en algunas ediciones con la recopilación "Live at the Factory, Manchester, 13 July 1979" que incluye 7 sencillos del álbum de Unknown Pleasures y 5 sencillos extra incluidos en la recopilación del segundo disco, en la cual algunos sencillos se encuentran del segundo álbum de estudio del grupo llamado Closer que igual son versiones en vivo del recopilatorio, los siguientes sencillos son:
- "Dead Souls" - 04:25
- "The Only Mistake" - 04:12
- "Atrocity Exhibition" - 06:07
- "Novelty" - 04:28
- "Transmission" - 03:36

## Personal
Todos los sencillos y composiciones fueron escritos por todos los miembros de Joy Division en su alineación en ese momento durante la realización del álbum.
- Ian Curtis - vocal
- Bernard Sumner - guitarra, teclados
- Peter Hook - bajo, vocal de apoyo (en "Interzone")
- Stephen Morris - batería

### Personal adicional
- Martin Hannett - productor
- Chris Nagle - ingeniero de sonido
- Peter Saville - diseño
- Chris Mathan - diseño